# مايك دونيلي
مايك دونيلي (بالإنجليزية: Mike Donnelly)‏ هو لاعب هوكي الجليد أمريكي، ولد في 10 أكتوبر 1963 في ليفونيا في الولايات المتحدة.

## وصلات خارجية
- مايك دونيلي على موقع دوري الهوكي الوطني (الإنجليزية)
- مايك دونيلي على موقع EliteProspects.com (الإنجليزية)
- مايك دونيلي على موقع HockeyDB.com (الإنجليزية)
- مايك دونيلي على موقع Hockey-Reference.com (الإنجليزية)